# Petlyakov Pe-2
Petlyakov Pe-2 (tiếng Nga: Петляков Пе-2, tên thân mật Peshka (Пешка) là một loại máy bay ném bom bổ nhào của Liên Xô trong Chiến tranh thế giới II. Nó được coi là một trong những máy bay cường kích tốt nhất trong chiến tranh và nó cực kỳ thành công trong vai trò làm tiêm kích hạng nặng, trinh sát và tiêm kích bay đêm. Pe-2 là một trong những máy bay quan trọng nhất trong Chiến tranh thế giới II, về nhiều khía cạnh thì nó tương đồng với loại de Havilland Mosquito của Anh, dù Pe-2 được sản xuất với số lượng rất lớn: 11.400 chiếc. Pe-2 có tính cơ động, nhanh và bền. Một số quốc gia Xã hội chủ nghĩa cũng dùng nó sau chiến tranh, nên có tên định danh NATO là Buck.

## Biến thể
PB-100
Mẫu thử của Pe-2, sửa đổi từ VI-100 vào năm 1940.
Pe-2
Biến thể sản xuất đầu tiên.
Pe-2B
Phiên bản ném bom tiêu chuẩn từ năm 1944.
Pe-2D
Phiên bản ném bom 3 chỗ, lắp 2 động cơ VK-107A.
Pe-2FT
Biến thể sản xuất chính. Ở Tiệp Khắc nó có tên là B-32.
Pe-2FZ
Chế tạo số lượng nhỏ.
Pe-2I
Phiên bản cải tiến do Vladimir Myasishchev thiết kế. Dùng động cơ VK-107; sửa lại cánh. Vận tốc lớn nhất đạt 656 km/h (408 mph). Có thể mang 1.000 kg (2,204 lb) bom. 5 chiếc.
Pe-2K
Phiên bản động cơ piston bố trí kiểu tròn, chế tạo số lượng nhỏ.
Pe-2K RD-1
1 chiếc Pe-2K lắp thêm động cơ phản lực RD-1.
Pe-2M
Biến thể của Pe-2I được vũ trang hạng nặng.
Pe-2MV
Trang bị pháo ShVAK 20 mm, 2 súng máy 12.7 mm (0.5 in) và 1 súng máy 7.62 mm (0.3 in).
Pe-2R
Phiên bản trinh sát không ảnh 3 chỗ, chế tạo số lượng nhỏ.
Pe-2S
Phiên bản huấn luyện 2 chỗ.
Pe-2Sh
Mẫu thử PB-100 lắp 2 pháo 20 mm ShVAK, và 1 khẩu 12.7 mm (0.5 in).
Pe-2VI
Phiên bản tiêm kích tầng cao.
Pe-2UTI (UPe-2)
Phiên bản huấn luyện chuyên nhiệm, chế tạo số lượng nhỏ. Tiệp Khắc định danh là CB-32.
Pe-2 Paravan
Phiên bản chống khí cầu.
Pe-3
Phiên bản tiêm kích, chế tạo số lượng nhỏ.
Pe-4
Phiên bản tiêm kích, chế tạo số lượng nhỏ.

## Quốc gia sử dụng

### Chiến tranh thế giới II
Tiệp Khắc
- Không quân Tiệp Khắc

 Phần Lan
- Không quân Phần Lan

 Liên Xô
- Không quân Liên Xô

### Sau chiến tranh
Bulgaria
- Không quân Bulgary

 Trung Quốc
- Không quân Quân giải phóng Nhân dân

 Tiệp Khắc
- Không quân Tiệp Khắc

 Hungary
- Không quân Hungary

 Ba Lan
- Không quân Lục quân Ba Lan (sau năm 1947 là Không quân Ba Lan)
- Hải quân Ba Lan

 Liên Xô
- Không quân Liên Xô

 Nam Tư
- Không quân SFR Nam Tư

## Tính năng kỹ chiến thuật (Petlyakov Pe-2)

### Đặc điểm riêng
- Tổ lái: 3
- Chiều dài: 12.66 m (41 ft 6 in)
- Sải cánh: 17.16 m (56 ft 3 in)
- Chiều cao: 3.5 m (11 ft 6 in)
- Diện tích cánh: 40.5 m² (436 ft²)
- Trọng lượng rỗng: 5,875 kg (12,952 lb)
- Trọng lượng có tải: 7,563 kg (16,639 lb)
- Trọng lượng cất cánh tối đa: 8,495 kg (18,728 lb)
- Động cơ: 2 × Klimov M-105PF, 903 kW (1,210 hp) mỗi chiếc

### Hiệu suất bay
- Vận tốc cực đại: 580 km/h (360 mph)
- Tầm bay: 1,160 km (721 miles)
- Trần bay: 8,800 m (28,870 ft)
- Vận tốc lên cao: 7.2 m/s (1,410 ft/phút)
- Lực nâng của cánh: 186 kg/m² (38 lb/ft²)
- Lực đẩy/trọng lượng: 250 W/kg (0.15 hp/lb)

### Vũ khí
- 2 súng máy ShKAS 7,62 mm (0.3 in) ở mũi.
- 2 × súng máy ShKAS 7,62 mm (0.3 in) ở sau.
- 1.600 kg (3.520 lb) bom